# Roberto Perfumo
Roberto Alfredo Perfumo (Sarandí, 3 de outubro de 1942 – Buenos Aires, 10 de março de 2016), conhecido nos campos como Marechal, foi um zagueiro do futebol argentino. Defendeu clubes de renome no futebol argentino como o Racing Club e o River Plate, e o Cruzeiro, no Brasil.
Mesclava talento, temperamento forte e muita raça, o que fizeram dele titular indiscutível da seleção nacional por mais de dez anos, além de ser considerado por muitos veículos esportivos como uns dos melhores do mundo em sua posição. Perfumo estava no time da Argentina quando esta disputou os Jogos Olímpicos de Tóquio de 1964, além de disputar as Copas do Mundo de 1966 e 1974.
Entre os títulos conquistados como jogador tem quatro Campeonatos Argentinos (três pelo River Plate e um pelo Racing) , três campeonatos mineiros pelo Cruzeiro, e a Copas Libertadores e torneio intercontinental também pelo Racing.
Em 2003 Roberto Perfumo foi indicado ao cargo de secretário de Esportes da Argentina.
Está no "time dos sonhos" do Cruzeiro eleito pela Revista Placar (através de famosos torcedores cruzeirenses), em edição especial de 2006.[carece de fontes?]
Perfumo morreu em 10 de março de 2016 de traumatismo craniano após cair de uma escada em um restaurante no dia anterior. Acredita-se que Perfumo tenha tido um AVC antes de cair, fato que motivou a queda.

## Títulos

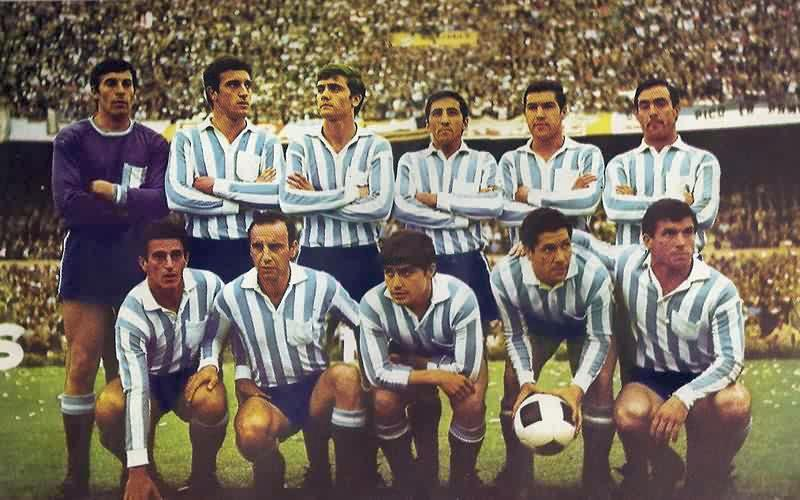
O Racing antes da decisão intercontinental contra o Celtic, em 1967. Perfumo é o terceiro em pé, da esquerda para a direita

### Racing Club
- Primera División: 1961, 1966
- Taça Libertadores da América 1967
- Taça Intercontinental 1967

### Cruzeiro
- Campeonato Mineiro: 1972, 1973, 1974
- Taça Minas Gerais: 1973

### River Plate
- Torneo Metropolitano: 1975, 1977
- Torneo Nacional: 1975

### Seleção Argentina
- Pré-Olímpico Sul-Americano: 1964

## Prêmios e Honrarias
- 2016 - Um dos 11 eleitos pela AFA para a Seleção Argentina de Todos os Tempos.[3]
- IFFHS ALL TIME ARGENTINA MEN'S DREAM TEAM[4]